# Avraam Russo
Avraam Russo (Aleppó, Szíria 1969. július 21. –) Szíriában született örmény származású énekes. Eredeti neve Apraham Ipdzsijan.

## Élete
Szegény családban született Szíriában. Apja (Jean Yip(jian) Rousseau) egy törökországi születésű örmény származású légionárius, anyja olasz származású, aki egy francia kórházban orvosként dolgozott a háború alatt. Tanulmányait Libanonban és Franciaországban végezte.Kilenc nyelven beszél (azeri, kurd, görög, örmény, spanyol, angol, orosz, török és francia).

## Énekesi karrierje
17 évesen felfedezte énekesi tehetségét, amatőr zenekarokban és éttermekben énekelt. 1993-ban Ciprusra ment, ahol két évig havi 200 dollárért éjszakai klubokban lépett fel. Cipruson fedezte fel tehetségét egy gazdag orosz üzletember, Telman Ismailov. Egy év gondolkodási idő után Avraam vele ment Oroszországba. Előtte visszatért Szíriába, majd az első fellépését 1995-ben tartotta Oroszországban. Egy barátnő segítségével gyorsan megtanult oroszul, úgy, ahogy Cipruson is gyorsan sajátított el idegen nyelveket.
Eddigi pályafutása során több országban, például Franciaországban, Svédországban, Egyiptomban, Spanyolországban, Kuvaitban, Jordániában, Görögországban, Cipruson és Oroszországban is fellépett.
2001-ben Oroszország egyik legnevesebb hanglemezkiadója, a Nox Music szerződtette le, két nagylemezét jelentették meg, melyek 8 millió példányban adtak el. A harmadik nemzetközi nagylemeze az Amor 2003 októberében Magyarországon debütált a GEM Production és a Private Moon Hanglemezkiadó közös gondozásában. Ezen az albumon 5 nyelven énekel – angolul, oroszul, spanyolul, törökül és arabul. Az Amor 18 hétig szerepelt a VIVA Charton, ahol 2 hétig listavezető volt, illetve a 2003. év felfedezettje lett. A kereskedelmi rádiók és a zenei tv-csatornák nagy kedvencévé vált az „Amor” c. sláger, amit a Daleko (Pretty my pretty) című kislemez követett. A dal szintén 2 hétig listavezető volt és 17 hétig szerepelt a VIVA Charton.
2006 áprilisában jelent meg Obrucsalnaja c. lemeze, a címadó dal szerzője Szabó Zoltán. A dalt magyarul Baby Gabi és Kefir énekelte Hova sodor a szél címmel. A lemezen a Hooligans együttes Játszom című dala is megtalálható, valamint a Jamie Winchesterrel közösen írt I Know.

## Magánélete
2006. augusztus 19-én hajnali 3 órakor Moszkvában rálőttek az autójára, amikor hazafelé tartott egy fellépésről. Három golyót kapott a lábszárába és a combjába. New York-ban lábodozott.
2005. szeptember 8-án megnősült, felesége az amerikai Morella Ferdman. 2006. december 28-án megszületett kislánya, Emmanuel.

## Diszkográfia
- Live, 2006. Miszterija Zvuka
- The best of Avraam Rousso, 2006. Miszterija Zvuka
- Obrucsalnaja, 2006. Miszterija Zvuka
- Amor, 2003. Private Moon Records
- Proszto ljubity, 2003. Nox music
- Tonight, 2002. Nox music
- Amor, 2001
- 1001 éjszaka - 1001 nights (DVD) koncertfelvétel (Moszkvai Olimpiai stadion - 2002. 11. 21.)
- Obrucsalnaja - Engagement (DVD) koncertfelvétel (Moszkva Kreml - 2006. 03. 08.)

## Külső hivatkozások
- Avraam Rousso magyar nyelvű rajongói honlapja